# Барглув-Косьцельний (гміна)
Гміна Барґлув-Косьцельни (пол. Gmina Bargłów Kościelny) — сільська гміна у східній Польщі. Належить до Августівського повіту Підляського воєводства.
Станом на 31 грудня 2011 у гміні проживало 5788 осіб.

## Територія
Згідно з даними за 2007 рік площа гміни становила 187.57 км², у тому числі:
- орні землі: 73.00%
- ліси: 14.00%

Таким чином, площа гміни становить 11.31% площі повіту.

## Населення
Станом на 31 грудня 2011:
| Опис     | Загалом | Загалом | Чоловіки | Чоловіки | Жінки | Жінки |
| -------- | ------- | ------- | -------- | -------- | ----- | ----- |
| одиниця  | осіб    | %       | осіб     | %        | осіб  | %     |
| все      | 5788    | 100     | 2895     | 50.02    | 2893  | 49.98 |
| міське   | 0       | 100     | 0        |          | 0     |       |
| сільське | 5788    | 100     | 2895     | 50.02    | 2893  | 49.98 |

## Сусідні гміни
Гміна Барглув-Косьцельни межує з такими гмінами: Августів, Ґоньондз, Каліново, Райґруд, Штабін.